# 孔多爾庫喬山
14°44′25″S 72°29′12″W / 14.74028°S 72.48667°W
孔多爾庫喬山（Kuntur K'uchu），是秘魯的山峰，位於該國南部，由普伊卡區和聖托馬斯區負責管轄，屬於萬索山脈的一部分，該山峰海拔高度約5,200米。